# ISO 3166-2:UY
ISO 3166-2:UY is een ISO-standaard met betrekking tot de zogenaamde geocodes. Het is een subset van de ISO 3166-2 tabel, die specifiek betrekking heeft op Uruguay.
De gegevens werden tot op 27 november 2015 geüpdatet op het ISO Online Browsing Platform (OBP). Hier worden 19 departementen - department (en) / département (fr) / departamento (es) – gedefinieerd.
Volgens de eerste set, ISO 3166-1, staat UY voor Uruguay, het tweede gedeelte is een tweeletterige code.

## Codes
| Code  | Naam           |
| ----- | -------------- |
| UY-AR | Artigas        |
| UY-CA | Canelones      |
| UY-CL | Cerro Largo    |
| UY-CO | Colonia        |
| UY-DU | Durazno        |
| UY-FS | Flores         |
| UY-FD | Florida        |
| UY-LA | Lavalleja      |
| UY-MA | Maldonado      |
| UY-MO | Montevideo     |
| UY-PA | Paysandú       |
| UY-RV | Rivera         |
| UY-RO | Rocha          |
| UY-RN | Río Negro      |
| UY-SA | Salto          |
| UY-SJ | San José       |
| UY-SO | Soriano        |
| UY-TA | Tacuarembó     |
| UY-TT | Treinta y Tres |